# Rhynchospora macra
Rhynchospora macra är en halvgräsart som först beskrevs av Charles Baron Clarke och Nathaniel Lord Britton, och fick sitt nu gällande namn av John Kunkel Small. Rhynchospora macra ingår i släktet småag, och familjen halvgräs. Inga underarter finns listade i Catalogue of Life.